# Gulihonnenahalli, Channarayapatna
Gulihonnenahalli là một làng thuộc tehsil Channarayapatna, huyện Hassan, bang Karnataka, Ấn Độ.